# Oceanic (Vangelis)
Oceanic è il quindicesimo album in studio del musicista greco Vangelis, pubblicato nel 1996 dalla Eastwest Records per il mercato europeo e dalla Atlantic Records per quello americano.

## Descrizione
Oceanic, trentatreesima pubblicazione discografica ufficiale, è caratterizzato da un sound interamente classificabile come New Age. A differenza del predecessore Voices, che conteneva brani con questo stile alternati ad altri più vicini all'ambient, questo album presenta un sound omogeneo ed interamente strumentale. Altra differenza con il predecessore è l'assenza di musicisti ospiti: l'album è infatti interamente eseguito dal musicista greco. Al termine delle note all'interno del disco, vi sono riferimenti ai film Million Dollar Mermaid e Viva le donne!, entrambi probabilmente fonte di ispirazione nella composizione dell'album.
I brani dell'album, come accaduto anche per Voices, vennero usati come colonna sonora per il documentario Deep Seas, Deep Secrets, co-prodotto nel 1998 da The Learning Channel e Discovery Channel. Oceanic fu nominato nel 1997 al Grammy Award negli Stati Uniti come "Miglior album new age".

## Tracce
1. Bon Voyage – 2:33
2. Siren's Whispering – 7:59
3. Dreams of Surf – 2:43
4. Spanish Harbour – 6:42
5. Islands of the Orient – 7:24
6. Fields of Coral – 7:44
7. Aquatic Dance – 3:44
8. Memories of Blue – 5:40
9. Song of the Seas – 6:12

## Musicisti
- Vangelis - tutti gli strumenti

## Classifiche di vendita
| Classifica(1996) | Posizione |
| ---------------- | --------- |
| Austria          | 22        |
| Francia          | 29        |
| Svizzera         | 37        |
| Svezia           | 60        |
| Germania         | 87        |
| Paesi Bassi      | 98        |
| Ungheria         | 6         |